# عودة أرسين لوبين
عودة أرسين لوبين (بالإنجليزية: Arsène Lupin Returns)‏ هو فيلم أبيض وأسود أمريكي غامض انتاج عام 1938 من إخراج جورج فيتزموريس وكتبه جيمس كيفن ماكغينيس ، هوارد إيميت روجرز ، وجورج هارمون كوكس. الفيلم من بطولة ميلفين دوغلاس ، فرجينيا بروس ، وارن ويليام ، جون هاليداي ، نات بيندلتون ، مونتي وولي. صدر الفيلم في 25 فبراير 1938 بواسطة مترو غولدوين ماير.

## ملخص الفيلم
بعد أن طُلب منه الاستقالة من مكتب التحقيقات الفيدرالي ، يتوجه محقق متعطش للدعاية إلى الأعمال التجارية الخاصة. وظيفته الأولى هي حماية جوهرة ثمينة للغاية تنتمي إلى عائلة غريساكس، والتي كانت هدفًا لمحاولة سرقة فاشلة في مدينة نيويورك. عندما يرافق عائلة غريساكس إلى فرنسا يقابل صديقًا للعائلة رينيه فاران ، الذي سرعان ما يشتبه في أنه اللص الرئيسي أرسين لوبين، الشخص الذي يعتقد أنه قُتل قبل عدة سنوات.

## فريق التمثيل
- ملفين دوغلاس في دور  رينيه فاران
- فرجينيا بروس في دور لورين دي جريساك
- وارن ويليام في دور ستيف إمرسون
- جون هاليداي في دور كونت دي غريساك
- نات بندلتون في دور جو دويل
- مونتي وولي في دور جورج بوشيه
- إي. إي. كلايف في دور ألف
- جورج زوكو في دور مديرا للشرطة
- رولو لويد في دور دوفال
- فلاديمير سوكولوف في دور إيفان بافلوف
- إيان وولف في دور لو مارشان
- تولي مارشال في دور مونيل
- جوناثان هيل في دور عميل مكتب التحقيقات الفيدرالي خاص

## روابط خارجية
- Arsène Lupin Returns  في قاعدة بيانات الأفلام على الإنترنت (بالإنجليزية)
- عودة أرسين لوبين على موقع أول موفي.
- عودة أرسين لوبين في قاعدة بيانات تيرنر كلاسيك موفيز للأفلام.
- Arsène Lupin Returns على فهرس معهد الفيلم الأمريكي